# Fluctuatie (medisch)
Fluctuatie is in de geneeskunde het verschijnsel dat wanneer men op een plaats op een zwelling drukt de omliggende delen omhoog komen, alsof men op een ballonnetje gevuld met vocht drukt. Dit treedt alleen op als de inhoud van de zwelling vloeibaar is (vocht dus) of als deze zeer week is (bijvoorbeeld zachte lipomen).
In de chirurgie is het optreden van fluctuatie in een ontstekingspuist een teken dat er pus is gevormd, en dat een incisie om deze pus eruit te laten mogelijk zinvol is.